# Pilosella sect. Furcatinae
La sezione  Pilosella sect. Furcatinae   Gus.Schneid. e Gottschl. è una sezione di piante angiosperme dicotiledoni del genere Pilosella della famiglia delle Asteraceae.

## Etimologia
Il nome del genere (Pilosella) deriva dal latino "pilosus" (significa "peloso") e si riferisce all'aspetto piuttosto pubescente di queste piante.
Il nome scientifico della sezione è stato definito dai botanici Gustav Schneider (1834 – 1900) e Günter Gottschlich (1951-).

## Descrizione
Habitus. Le specie di questa sezione, con cicli biologici perenni, sono piante erbacee non molto alte. La forma biologica prevalente è emicriptofita rosulata (H ros). Tutte le specie del gruppo sono provviste di latice e possono essere presenti peli ramificati.
Fusto. I fusti, in genere eretti e ascendenti, sono di solito solitari e mediamente ramificati e/o fillopodi. Le radici in genere sono di tipo fittonante; possono essere presenti anche delle parti stolonifere (molto brevi). Altezza delle piante: 10 – 20 cm.
Foglie. Sono presenti sia foglie delle rosette basali che cauline (di solito una) con disposizione alterna. Le lamine in genere sono intere spesso allungate o lineari. La forma delle foglie basali (da 6 a 8) varia da lanceolata a spatolata. La superficie può essere ricoperta da peli semplici o ramificati (stellati).
Infiorescenza. Le sinflorerescenze, composte da 1 - 3 capolini terminali, sono del tipo glomerato-umbellato-panicolate. L'acladio è di 5 – 8 mm. L'infiorescenza è formata da un singolo capolino, solamente di tipo ligulifloro (ossia composto da diversi fiori ligulati) portato da un peduncolo sotteso da alcune brattee squamiformi con larghi margini bianchi. I capolini sono formati da un involucro composto da diverse brattee (o squame) all'interno delle quali un ricettacolo fa da base ai fiori ligulati. L'involucro ha una forma più o meno cilindrica-ellissoide (fino a turbinato) ed è formato da 2 - 4 serie di brattee verde scuro con forme lanceolato-lineari e apice acuto. Il ricettacolo, alla base dei fiori, è nudo (senza pagliette) e con alveoli brevemente dentati.  Dimensione dell'involucro: 6 – 8 mm.
Fiori. I fiori, tutti ligulati (i fiori tubulosi in genere sono mancanti), sono tetra-ciclici (ossia sono presenti 4 verticilli: calice – corolla – androceo – gineceo) e pentameri (ogni verticillo ha in genere 5 elementi). I fiori sono ermafroditi, fertili e zigomorfi.
- Formula fiorale:

*/x K {\displaystyle \infty }, [C (5), A (5)], G 2 (infero), achenio
- Calice: i sepali del calice sono ridotti ad una coroncina di squame.
- Corolla: le corolle sono formate da un tubo (alla base) e da una ligula terminante con 5 denti; il colore è giallo o giallo-zafferano senza striature più scure.
- Androceo: gli stami sono 5 con filamenti liberi e distinti, mentre le antere sono saldate in un manicotto (o tubo) circondante lo stilo.[12] Le antere sono codate e allungate con una appendice apicale acuta; i filamenti sono lisci. Il polline è tricolporato.[13]
- Gineceo: lo stilo, giallo, è lungo, filiforme e peloso sul lato inferiore. Gli stigmi dello stilo sono due divergenti e ricurvi con la superficie stigmatica posizionata internamente (vicino alla base).[14] L'ovario è infero uniloculare formato da 2 carpelli.

Frutti. I frutti sono degli acheni con pappo. Gli acheni, colorati di bruno-nerastro, hanno una forma cilindrica ristretta alla base (ma non all'apice) e privi di becco (non sono compressi); sono inoltre provvisti di 10 coste longitudinali terminanti con un dentello. Il pappo si compone di fragili setole semplici color bianco-sporco su una sola serie. Dimensione degli acheni: 1,7 – 2 mm.

## Biologia
- Impollinazione: l'impollinazione avviene tramite insetti (impollinazione entomogama tramite farfalle diurne e notturne).
- Riproduzione: la fecondazione avviene fondamentalmente tramite l'impollinazione dei fiori (vedi sopra).
- Dispersione: i semi (gli acheni) cadendo a terra sono successivamente dispersi soprattutto da insetti tipo formiche (disseminazione mirmecoria). In questo tipo di piante avviene anche un altro tipo di dispersione: zoocoria. Infatti gli uncini delle brattee dell'involucro (se presenti) si agganciano ai peli degli animali di passaggio disperdendo così anche su lunghe distanze i semi della pianta.

## Distribuzione e habitat
Le specie di questo gruppo sono endemiche delle Alpi con habitat tipo pascoli alpini e subalpini.

## Tassonomia
La famiglia di appartenenza di questa voce (Asteraceae o Compositae, nomen conservandum) probabilmente originaria del Sud America, è la più numerosa del mondo vegetale, comprende oltre 23.000 specie distribuite su 1.535 generi, oppure 22.750 specie e 1.530 generi secondo altre fonti (una delle checklist più aggiornata elenca fino a 1.679 generi). La famiglia attualmente (2021) è divisa in 16 sottofamiglie.

### Filogenesi
Il genere di questa voce appartiene alla sottotribù Hieraciinae della tribù Cichorieae (unica tribù della sottofamiglia Cichorioideae). In base ai dati filogenetici la sottofamiglia Cichorioideae è il terz'ultimo gruppo che si è separato dal nucleo delle Asteraceae (gli ultimi due sono Corymbioideae e Asteroideae). La sottotribù Hieraciinae fa parte del "quinto" clade della tribù; in questo clade è posizionata alla base ed è "sorella" al resto del gruppo comprendente, tra le altre, le sottotribù Microseridinae e Cichoriinae. Il nucleo della sottotribù Hieraciinae è l'alleanza Hieracium - Pilosella (comprendenti la quasi totalità delle specie della sottotribù - oltre 3000 specie) e formano (insieme ad altri generi minori) un "gruppo fratello". Alcuni Autori includono in questo gruppo anche i generi Hispidella e Andryala.
I caratteri distintivi per il genere Pilosella sono:
- tutta la piante è densamente pelosa;
- gli acheni hanno 10 coste longitudinali.

Classificazione del genere. Il genere Pilosella è un genere di difficile classificazione in quanto molte specie tendono ad ibridarsi e molto spesso tra una specie e un'altra è presente un "continuam" di caratteri e quindi sono difficilmente separabili. Qui in particolare viene seguita la suddivisione in sezioni del materiale botanico così come sono elencate nell'ultima versione della "Flora d'Italia".
La sezione V  Furcatinae  comprende, relativamente alla flora spontane a italiana, 2 specie principali e 9 specie secondarie. I caratteri distintivi per le specie di questa sezione sono:
- lo scapo è ramificato ed è alto al massimo 25 cm;
- peli stellati: da sparsi a densi sulle foglie basali e nervature dorsali;
- peli ghiandolari: assenti nelle foglie basali;
- peli semplici: densi sugl'involucri;
- le foglie (poche) sono verdi su entrambe le facce;
- le sinflorescenze hanno pochi capolini.

Il numero cromosomico delle specie della sezione è: 2n = 18 e 27.

### Specie della flora italiana
Nella flora spontanea italiana, per la sezione di questa voce, sono presenti le seguenti specie (principali e secondarie o derivate):
Specie principale. Pilosella glacialis (Reyn. ex Lachen.) F.W.Schultz & Sch.Bip., 1862 - Pelosella glaciale: l'altezza massima della pianta è di 10 – 20 cm; il ciclo biologico è perenne; la forma biologica è emicriptofita rosulata (H ros); il tipo corologico è  Endemico Alpico; l'habitat tipico sono i pascoli alpini e subalpini e le roccette su terreni acidi; in Italia è una specie rara e si trova sulle Alpi fino ad una quota compresa tra 1.600 e 3.000 m s.l.m..
Caratteri principali: gli stoloni sono assenti, se presenti si formano in una rosetta sessile e sono brevi (1 - 2 cm) e sottili (diametro 0,7 - 1,2 mm); le sinflorescenze sono del tipo glomerato-umbellate fino a glomerato-umbellate-panicolate; il diametro dell'involucro è di 6 - 8 mm; il colore dei fiori è giallo fino a giallo zafferano; sulle foglie i peli stellati si trovano su entrambi i lati e sono densi.
Specie secondarie collegate a Pilosella glacialis:
| Specie                                                            | Caratteri                                                                               | Habitat                | Distribuzione italiana                 | Sottospecie |
| ----------------------------------------------------------------- | --------------------------------------------------------------------------------------- | ---------------------- | -------------------------------------- | ----------- |
| Pilosella corymbuloides (Arv.-Touv.) S.Bräut. & Greuter, 2008[20] | I caratteri sono intermedi tra la specie P. lactucella e la specie P. glacialis         | Prati e pascoli alpini | Liguria, Valle d'Aosta e Friuli - Rara |             |
| Pilosella triplex (Peter) Soják, 1971[21]                         | I caratteri sono intermedi tra la specie P. lactucella e la specie P. faurei            | Prati e pascoli alpini | Alpi occidentali - Rara                |             |
| Pilosella aurantella (Nägeli & Peter) Soják, 1971[22]             | I caratteri sono intermedi tra la specie P. aurantiaca e la specie P. glacialis         | Prati e pascoli alpini | Passo San Pellegrino - Molto rara      |             |
| Pilosella tendina (Nägeli & Peter) Soják, 1971[23]                | I caratteri sono intermedi tra la specie P. lactucella e la specie P. laggeri           | Prati e pascoli alpini | Alpi - Molto rara                      |             |
| Pilosella tinctilingua (Zahn) Soják, 1971[24]                     | I caratteri sono intermedi tra la specie P. triplex e la specie P. laggeri              | Prati e pascoli alpini | Lombardia - Molto rara                 |             |
| Pilosella aletschensis (Zahn) Soják, 1982[25]                     | I caratteri sono più simili alla specie P. corymbuloides che alla specie P. peleteriana | Prati e pascoli alpini | Piemonte - Molto rara                  |             |
Specie principale. Pilosella sphaerocephala (Froel. ex Rchb.) F.W.Schultz & Sch.Bip, 1862 - Pelosella sferocefala: l'altezza massima della pianta è di 10 – 25 cm; il ciclo biologico è perenne; la forma biologica è emicriptofita rosulata (H ros); il tipo corologico è Endemico Alpico; l'habitat tipico sono i pascoli alpini e subalpini, pendii erbosi e scarpate rocciose; in Italia è una specie molto rara e si trova nelle Alpi fino ad una quota compresa tra 1.600 - 2.400 m s.l.m.. In alcune checklist questa specie è considerata un sinonimo della specie Pilosella acutifolia subsp. acutifolia.
Caratteri principali: gli stoloni sono assenti, se presenti si formano in una rosetta sessile con 1 - 3 brevi (2 - 5 cm) e sottili (diametro 0,8 - 1,2 mm) stoloni, con all'apice alcuni capolini; le sinflorescenze sono del tipo forcato o forcato-panicolate; il diametro dell'involucro è di 8 - 9 mm; sulle foglie i peli stellati sono sparsi (densi solamente sulle nervature).
Specie secondarie collegate a Pilosella sphaerocephala:
| Specie                                                    | Caratteri                                                                            | Habitat                | Distribuzione italiana                                                         | Sottospecie |
| --------------------------------------------------------- | ------------------------------------------------------------------------------------ | ---------------------- | ------------------------------------------------------------------------------ | ----------- |
| Pilosella brachycoma (Nägeli & Peter) H.P.Fuchs, 1980[27] | I caratteri sono intermedi tra la specie P. lactucella e la specie P. sphaerocephala | Prati e pascoli alpini | Piemonte, Lombardia e Friuli - Molto rara (più comune nel Trentino-Alto Adige) |             |
| Pilosella permutata (Nägeli & Peter) Soják[28]            | I caratteri sono intermedi tra la specie P. glacialis e la specie P. sphaerocephala  | Prati e pascoli alpini | Alpi - Molto rara                                                              |             |
| Pilosella notha (Huter) S.Bräut. & Greuter, 2007[29]      | I caratteri sono intermedi tra la specie P. aurantiaca e la specie P. sphaerocephala | Prati e pascoli alpini | Alpi orientali - Molto rara                                                    |             |

#### Specie italiane alpine
Alcune specie di questa sezione vivono sull'arco alpino. La tabella seguente mette in evidenza i dati relativi all'habitat, al substrato e alla distribuzione di alcune di queste specie alpine.
| Specie | Comunità vegetali | Piani vegetazionali | Substrato  | pH    | Livello trofico | H2O   | Ambiente | Zona alpina                             |
| --- | ----------------- | ------------------- | ---------- | ----- | --------------- | ----- | -------- | --------------------------------------- |
| P. glacialis | 10                | subalpino alpino    | Ca/Si - Si | acido | basso           | secco | F5       | tutto l'arco alpino (con discontinuità) |
| Legenda e note alla tabella. Substrato: con “Ca/Si” si intendono rocce di carattere intermedio (calcari silicei e simili). Zona alpina: vengono prese in considerazione solo le zone alpine del territorio italiano (sono indicate le sigle delle province). Comunità vegetali: 10 = comunità delle praterie rase dei piani subalpino e alpino con dominanza di emicriptofite. Ambienti: F5 = praterie rase subalpine e alpine. |                   |                     |            |       |                 |       |          |                                         |